# Powroźnik
Powroźnik (în ucraineană Поворозник, Povoroznyk) este un sat din Voievodatul Polonia Mică, Polonia, situat la granița cu Slovacia.

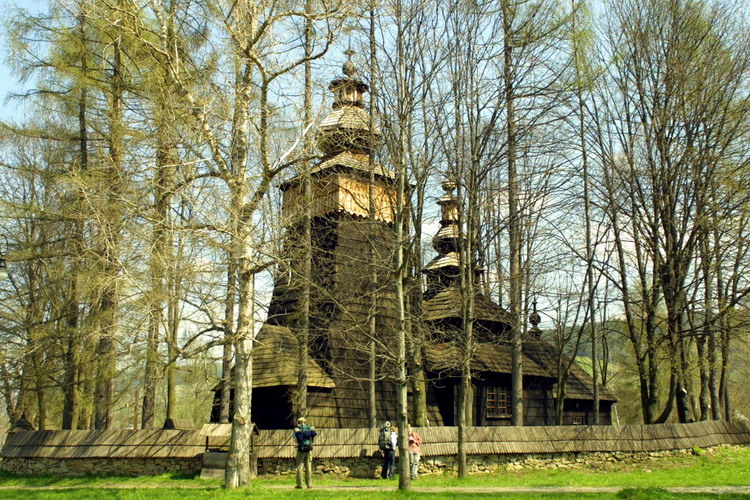
Biserica de lemn

Prima mențiune istorică a localității provine de la actul de donație al regelui Vladislav al II-lea al Poloniei din anul 1391. În timpul celui de-al Doilea Război Mondial, circa 100 de locuitori au emigrat în Ucraina, iar în 1947 au fost evacuate alte 451 de persoane.
Biserica de lemn din Powroźnik a fost ridicată în anul 1604, turnul fiind adăugat ulterior în 1780. Aceasta s-a aflat inițial pe o altă locație, fiind mutată în anul 1813 din cauza riscului de inundații. Iconostasul bisericii datează din prima jumătate a secolului al XVIII-lea.
Parohia greco-catolică din localitate a fost desființată în anul 1951.